# Ventura di Moro
Ventura di Moro (Florence, env. 1395 - Florence, 1486) est un peintre italien de la première Renaissance de l'école florentine.

## Œuvres
- Deux fresques de la Vie de saint Pierre avec  Rossello di Jacopo Franchi exécutées en 1445, la Loggia del Bigallo, Florence.
- Madonna col Bambino, signé MATIEO DIHASTRVOO OANDREA·PELLANIME·LORO·ESVO, 138,8 cm × 64,8 cm.
- Madonna col Bambino e santi, huile sur panneau de  113 cm × 57,5 cm (attribution par  Everett Fahy, du Metropolitan Museum of Art).
- Madonna col il Bambino et i Santi
- San Michele a Padule, triptyque